# Beauvoir-sur-Mer
Beauvoir-sur-Mer és un municipi francès situat al departament de Vendée i a la regió de País del Loira. L'any 2007 tenia 3.689 habitants.

## Demografia

### Població
El 2007 la població de fet de Beauvoir-sur-Mer era de 3.689 persones. Hi havia 1.607 famílies de les quals 495 eren unipersonals (206 homes vivint sols i 289 dones vivint soles), 641 parelles sense fills, 404 parelles amb fills i 67 famílies monoparentals amb fills.
La població ha evolucionat segons el següent gràfic:
Habitants censats

### Habitatges
El 2007 hi havia 2.028 habitatges, 1.639 eren l'habitatge principal de la família, 285 eren segones residències i 104 estaven desocupats. 1.940 eren cases i 70 eren apartaments. Dels 1.639 habitatges principals, 1.224 estaven ocupats pels seus propietaris, 385 estaven llogats i ocupats pels llogaters i 30 estaven cedits a títol gratuït; 14 tenien una cambra, 84 en tenien dues, 386 en tenien tres, 519 en tenien quatre i 636 en tenien cinc o més. 1.339 habitatges disposaven pel capbaix d'una plaça de pàrquing. A 823 habitatges hi havia un automòbil i a 637 n'hi havia dos o més.

### Piràmide de població
La piràmide de població per edats i sexe el 2009 era:
| Homes | Edats   | Dones |
| ----- | ------- | ----- |
| 4     | 95 o +  | 20    |
| 8     | 90 a 94 | 24    |
| 40    | 85 a 89 | 60    |
| 24    | 80 a 84 | 28    |
| 56    | 75 a 79 | 52    |
| 76    | 70 a 74 | 124   |
| 140   | 65 a 69 | 124   |
| 116   | 60 a 64 | 124   |
| 56    | 55 a 59 | 84    |
| 120   | 50 a 54 | 112   |
| 108   | 45 a 49 | 92    |
| 96    | 40 a 44 | 108   |
| 104   | 35 a 39 | 112   |
| 136   | 30 a 34 | 144   |
| 96    | 25 a 29 | 100   |
| 84    | 20 a 24 | 68    |
| 60    | 15 a 19 | 84    |
| 128   | 10 a 14 | 92    |
| 152   | 5 a 9   | 116   |
| 80    | 0 a 4   | 68    |

## Economia
El 2007 la població en edat de treballar era de 2.158 persones, 1.439 eren actives i 719 eren inactives. De les 1.439 persones actives 1.341 estaven ocupades (716 homes i 625 dones) i 99 estaven aturades (37 homes i 62 dones). De les 719 persones inactives 374 estaven jubilades, 139 estaven estudiant i 206 estaven classificades com a «altres inactius».

### Ingressos
El 2009 a Beauvoir-sur-Mer hi havia 1.708 unitats fiscals que integraven 3.789,5 persones, la mediana anual d'ingressos fiscals per persona era de 16.147 €.

### Activitats econòmiques
Dels 216 establiments que hi havia el 2007, 4 eren d'empreses extractives, 7 d'empreses alimentàries, 3 d'empreses de fabricació d'elements pel transport, 4 d'empreses de fabricació d'altres productes industrials, 46 d'empreses de construcció, 55 d'empreses de comerç i reparació d'automòbils, 7 d'empreses de transport, 21 d'empreses d'hostatgeria i restauració, 3 d'empreses d'informació i comunicació, 9 d'empreses financeres, 11 d'empreses immobiliàries, 18 d'empreses de serveis, 18 d'entitats de l'administració pública i 10 d'empreses classificades com a «altres activitats de serveis».
Dels 73 establiments de servei als particulars que hi havia el 2009, 1 era una oficina d'administració d'Hisenda pública, 1 gendarmeria, 1 oficina de correu, 4 oficines bancàries, 1 funerària, 5 tallers de reparació d'automòbils i de material agrícola, 1 taller d'inspecció tècnica de vehicles, 1 autoescola, 7 paletes, 4 guixaires pintors, 11 fusteries, 5 lampisteries, 7 electricistes, 3 empreses de construcció, 3 perruqueries, 1 veterinari, 10 restaurants, 4 agències immobiliàries, 1 tintoreria i 2 salons de bellesa.
Dels 24 establiments comercials que hi havia el 2009, 3 eren supermercats, 4 fleques, 2 carnisseries, 4 peixateries, 1 una llibreria, 4 botigues de roba, 1 una botiga d'equipament de la llar, 1 una sabateria, 1 una botiga de material esportiu i 3 floristeries.
L'any 2000 a Beauvoir-sur-Mer hi havia 35 explotacions agrícoles que ocupaven un total de 1.750 hectàrees.

## Equipaments sanitaris i escolars
El 2009 hi havia 1 un hospital de tractaments de llarga durada, 2 farmàcies i 1 ambulància.
El 2009 hi havia 1 escola maternal i 2 escoles elementals.

## Poblacions més properes
El següent diagrama mostra les poblacions més properes.